# Directeurswoning Roeselare
De Directeurswoning in Roeselare is een pand dat ter beschikking wordt gesteld door de stad Roeselare om kunstvormen tentoon te stellen. 

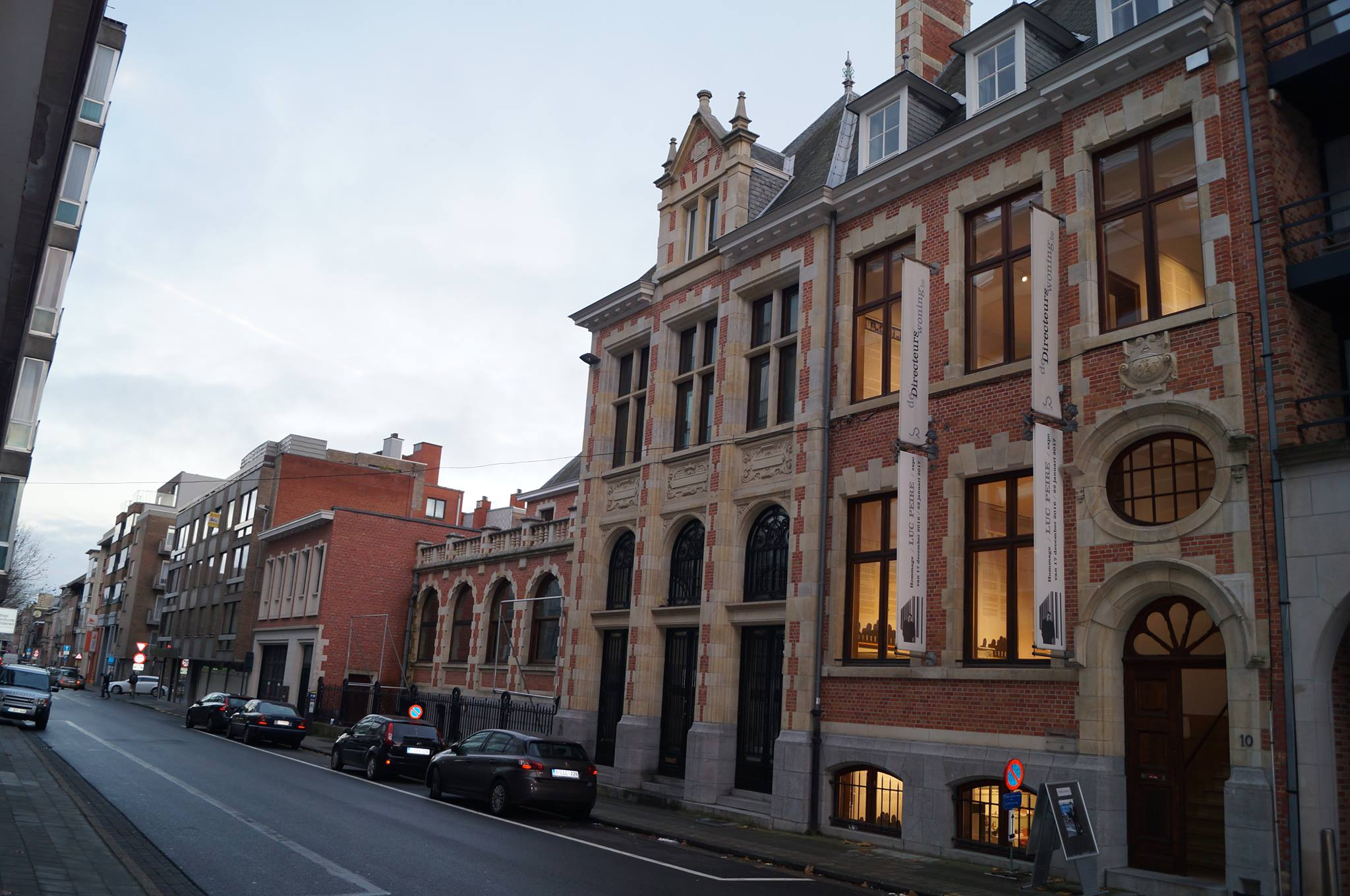
Directeurswoning Roeselare

Voorheen was het een bankgebouw van de Nationale Bank. Dit eclectische pand werd gebouwd gedurende het interbellum en ter beschikking gesteld aan de nationale bankdirecteur. Nu heeft het een louter recreatieve functie. Enerzijds geeft het kunstenaars de opportuniteit om hun expressie aan het publiek te tonen. Anderzijds dient het om zowel inwoners als toeristen kennis te laten maken met kunst in het Belgische landschap.

## Situering
De Directeurswoning ligt in de Hendrik Concienscestraat 10 te Roeselare. Deze straat wordt (zowel vroeger als nu) getypeerd door de aanwezigheid van bankgebouwen. Door de eeuwen heen is deze straat een smeltkroes van verschillende bouwstijlen geworden. Vooral de neostijlen primeren. Zo zijn zowel neoclassicisme als  neogotiek als neorenaissance te onderscheiden.

## Historiek
Het gebouw ontstond in 1921. Enerzijds bestond het uit een bankgebouw met verschillende loketten en een enorm grote kluizenzaal. Anderzijds deed het dienst als woning voor de toenmalige bankdirecteur. Het had verschillende vertrekken en een onderhouden tuin. In 1999 werd het gebouw als niet-rendabel beschouwd en sloot het de deuren. Veel van de voormalige functies van de Directeurswoning werden overgeheveld naar een nabijgelegen bankgebouw in de Hendrik Conciensestraat 6. De Directeurswoning werd later verkocht aan een projectontwikkelaar, die het in eerste instantie wou verbouwen. Het stadsbestuur verklaarde het gebouw echter beschermd. Het behoudt tot op de dag van vandaag dezelfde authenticiteit. In 2007 kocht de stad Roeselare het gebouw opnieuw op na jarenlange leegstand. Desondanks kreeg het niet meteen een aangewezen functie. Het gebouw vertoefde nog een tijdje in leegstand. Enkel kunstenaars zagen in de leegstand van dit gebouw een uitgelezen kans om hun kunstwerken (gratis) tentoon te stellen. Ondanks dat deze “kunsttentoonstelling” eigenlijk niet legitiem was, kreeg het veel aandacht van het publiek. Enerzijds door de kunstwerken, anderzijds door het gebouw zelf. In 2011 werd het gebouw opgeknapt, zonder hierbij de authenticiteit uit het oog te verliezen. In 2012 vond de eerste officiële tentoonstelling plaats.

## Bouwstijl

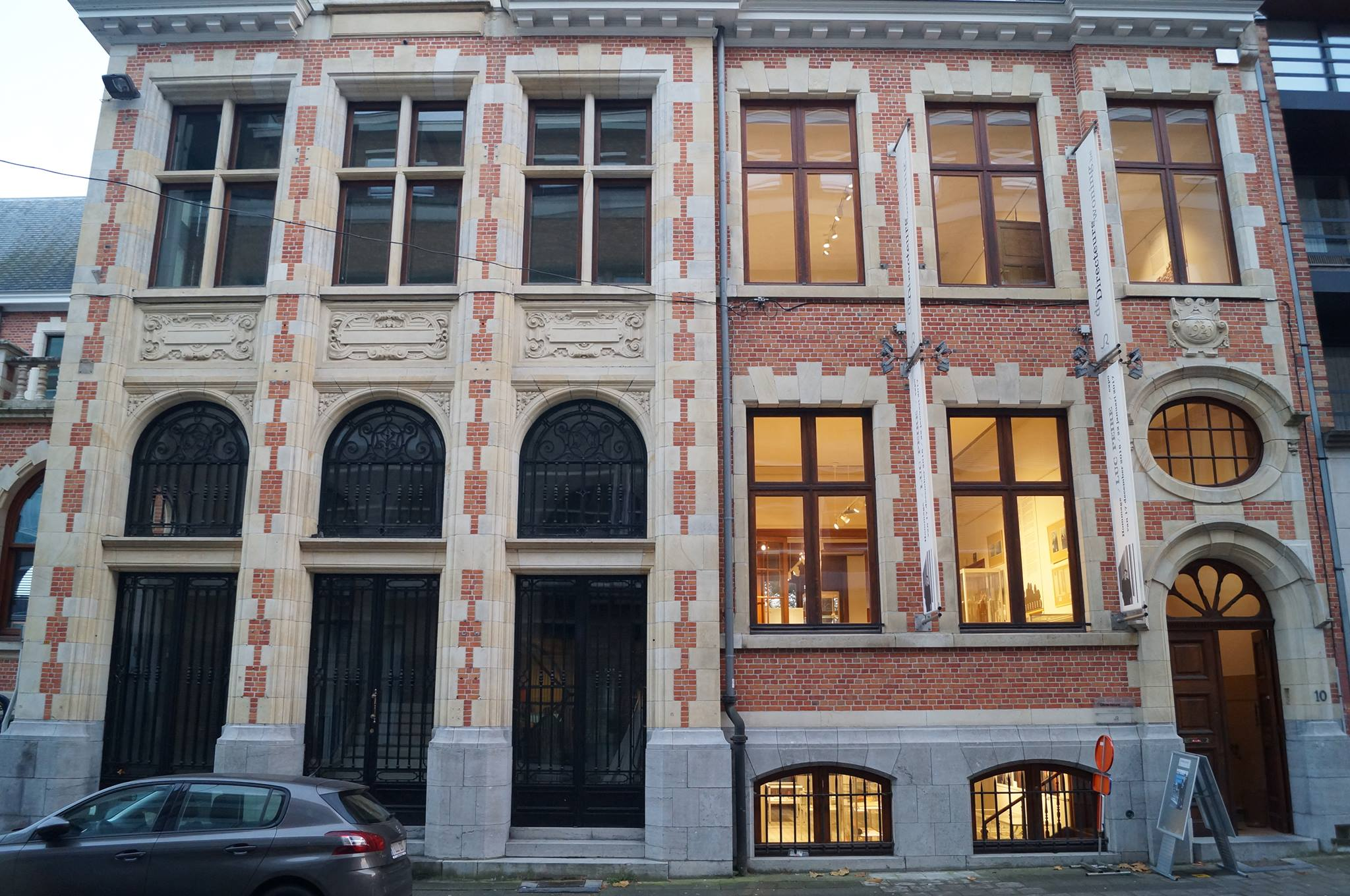
Directeurswoning Roeselare vooraanzicht

Het gebouw is eclectisch, neorenaissancistisch getint. Het vertoont verschillende invloeden. Zo zijn er neogotische Pinakels, kruiskozijnen uit de neorenaissance, maar ook sobere, strenge vormen en het monumentaal karakter van het neoclassicisme.

## Tentoonstellingen
| Jaartal | Kunstenaar                      | Beschrijving                                                                       |
| ------- | ------------------------------- | ---------------------------------------------------------------------------------- |
| 2012    | Lieven Lefere                   | De rode draad in de expo vormen foto's van autowrakken en soortgelijke accidenten. |
| 2013    | Wouter Deruytter                | Een fototentoonstelling over verschillende culturen.                               |
| 2014    | Els Desmedt en Rik De Keyzer    | Tentoonstelling over Wereldoorlog I.                                               |
| 2015    | Wim Carrein en Alex De Bruycker | Beyond architecture: fototentoonstelling over architectuur.                        |
| 2016    | ARhus                           | RSL undercover: een expositie over de staatsveiligheid.                            |